# ランギオラ
ランギオラ（Rangiora）はニュージーランドカンタベリー地方の都市である。人口は1万9250人（2020年）

## 概要

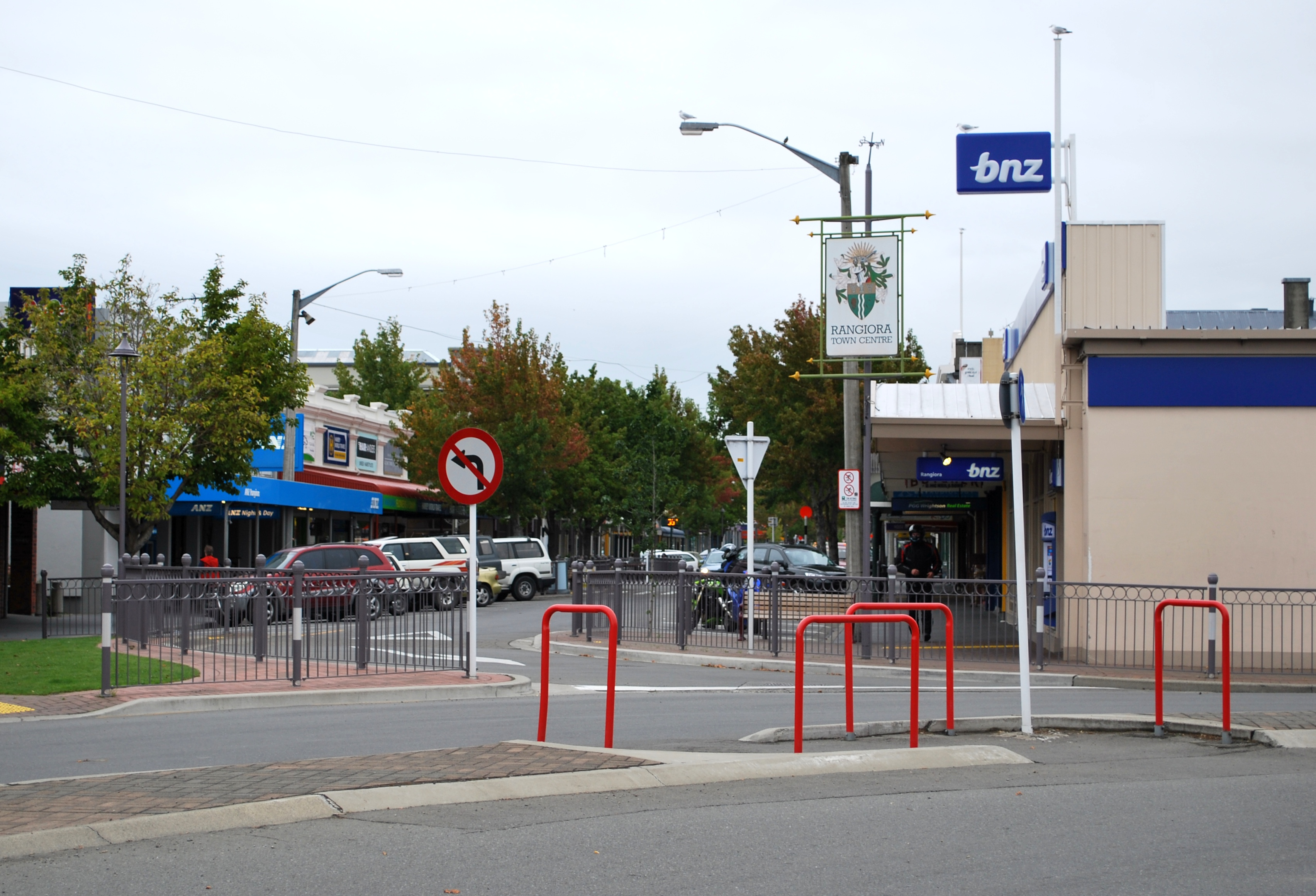
ランギオラ

クライストチャーチの25Km北に位置する。

## 教育
- ニュージーランド南島で3番目の規模と1884年開校の長い歴史を誇るを誇るランギオラ高校がある。

## 気温
- 1973年2月7日、ニュージーランド南島最高気温である42.4°Cを記録した。